# Afrobystra superbula
Afrobystra superbula är en stekelart som beskrevs av Heinrich 1968. Afrobystra superbula ingår i släktet Afrobystra och familjen brokparasitsteklar. Inga underarter finns listade i Catalogue of Life.